# 카리나 베리
카리나 베리(Carina Berg, 1977년 11월 1일 ~ )는 스웨덴의 희극인, 사회자이다.